# Sean Jones
Sean Jones (Warren (Ohio), 29 mei 1978) is een Amerikaanse jazzmuzikant (trompet, bugel) en -componist, te horen op het 2007 Grammy Award-winnende album Turned to Blue van Nancy Wilson. Als bandleider heeft Jones zeven albums uitgebracht onder het label Mack Avenue Records. Hij treedt op met zijn eigen bands, zowel nationaal als internationaal. Jones speelt vaak op muzieklocaties en jazzfestivals zoals het Monterey Jazz Festival, Detroit International Jazz Festival, het Vail Jazz Festival en Montreal International Jazz Festival..

## Biografie
Een van Jones' eerste muzikale ervaringen was de gospelmuziek, die hij hoorde tijdens het bijwonen van de St. James' Church of God in Christ in Warren, Ohio, waar hij zong en optrad met het koor. Als beginnend muzikant begon Jones op de drums en wisselde daarna naar de trompet in de vijfde klas, nadat zijn grootmoeder hem vertelde over zijn grootvader die het instrument bespeelde tijdens de Tweede Wereldoorlog. Jones ontwikkelde rond dezelfde tijd interesse in jazzmuziek, nadat hij de twee Miles Davis-albums Kind of Blue en Tutu had ontvangen van zijn bandinstructeur.
Tegen de tijd dat hij naar de Warren G. Harding High School ging, had Jones besloten een carrière als professionele muzikant na te streven en studeerde hij zowel klassieke- als jazztrompet. In 2000 behaalde Jones een bachelordiploma in klassieke trompetuitvoeringen aan de Youngstown State University en later een masterdiploma aan de Rutgers University, waar hij studeerde bij professor William Fielder, die ook Wynton Marsalis had onderwezen. Als sessiemuzikant trad Jones op met verschillende opmerkelijke ensembles en muzikanten, waaronder Tia Fuller, Gerald Wilson, Joe Lovano, Tom Harrell, Jon Faddis, Jimmy Heath en Frank Foster.
In 2004 was Jones een periode van zes maanden bij het Lincoln Center Jazz Orchestra, waarna Marsalis hem een baan bij het ensemble aanbood als derde trompettist en een paar maanden later naar de hoofdstoel verhuisde. Rond dezelfde tijd werd Jones muziekprofessor aan de Duquesne University en woonde hij enkele jaren in de regio Pittsburgh. Jones is geselecteerd als interim artistiek directeur voor het Cleveland Jazz Orchestra. Voor het academiejaar 2012-2013 werd hij universitair hoofddocent Jazz Trumpet aan het Oberlin Conservatorium. Hij was lid van het SFJAZZ Collectief van 2015-2017. Eerder was hij hoofd van de afdeling Brass aan het Berklee College of Music. Momenteel is hij voorzitter van de afdeling jazzstudies van het Peabody Institute of the Johns Hopkins University in Baltimore. Jones zit ook in de raad van bestuur en is president-elect van Jazz Education Network (JEN). Jones wordt momenteel vertegenwoordigd door Unlimited Myles, Inc.

### Awards en nominaties
- 2007: Downbeat Magazine Rising Star
- 2007: JazzTimes Magazine Reader's Poll Best New Artist
- 2007: Jazz Journalists Association Trumpeter of the Year (Nominated)
- 2006: Downbeat Magazine Rising Star

## Discografie

### Als leader
- 2004: Eternal Journey (Mack Avenue)
- 2005: Gemini (Mack Avenue)
- 2006: Roots  (Mack Avenue)
- 2007: Kaleidoscope (Mack Avenue)
- 2009: The Search Within (Mack Avenue)
- 2011:  No Need for Words (Mack Avenue)
- 2014:  im*pro*vise: never before seen (Mack Avenue)
- 2017: Live from Jazz at the Bistro (Mack Avenue)

### Als sideman/bijdrager
- 2002: Live @ Zanzibar Blue, Charles Famborough
- 2003: New York, New Sound Gerald Wilson Orchestra (Mack Avenue)
- 2005: In My Time, Gerald Wilson Orchestra (Mack Avenue)
- 2005: Sonic Tonic, Ron Blake  (Mack Avenue)
- 2006:Turned to Blue, Nancy Wilson (MCG Jazz)
- 2007: Healing Space, Tia Fuller (Mack Avenue)
- 2007: Monterey Moods, Gerald Wilson Orchestra (Mack Avenue)
- 2007: Rainbow People, Steve Turre (HighNote)
- 2009: Detroit, Gerald Wilson Orchestra (Mack Avenue)
- 2010: Decisive Steps, Tia Fuller (Mack Avenue)
- 2011: Legacy, Gerald Wilson Orchestra (Mack Avenue)
- 2011: Blues For Pekar (Ernie Krivda album) , Ernie Krivda tenorsaxofoon, Sean Jones trompet, Dominick Farinacci bugel
- 2019: Soul Awakening, Brandee Younger (Independent)

### Compilaties
- 2006: Legends & Lions: Blues    (Mack Avenue)
- 2006: Legends & Lions: Swoonin' (Mack Avenue)
- 2006: Legends & Lions: Swingin' (Mack Avenue)
- 2007: Compilations (Tri-Valley YMCA)
- 2014: Live From The Detroit Jazz Festival - 2013 (Mack Avenue)
- 2014: It's Christmas on Mack Avenue (Mack Avenue)

- Bibsys: 8065491
- Bibliothèque nationale de France: cb169763697 (data)
- Gemeinsame Normdatei: 135771250
- International Standard Name Identifier: 0000 0000 4296 5012
- Library of Congress Control Number: no2004117124
- MusicBrainz: 8f08a12b-477f-4c5c-aab2-6d1b16b20a4b
- Virtual International Authority File: 18449084
- WorldCat: E39PBJtRPTpPdpfXjk8VtcjBfq